# Cerithiopsis iontha
Cerithiopsis iontha är en snäckart som beskrevs av Bartsch 1911. Cerithiopsis iontha ingår i släktet Cerithiopsis och familjen Cerithiopsidae. Inga underarter finns listade i Catalogue of Life.